# Christer Thorvaldsson
Christer Thorvaldsson, född 1946 i Arvika, är en svensk violinist.
Thorvaldsson studerade två år för Manoug Parikian i London och fyra år för Endre Wolff. Han spelade i Sveriges Radios symfoniorkester under Sergiu Celibidache i tre år. Därefter anställdes han i Göteborgs Symfoniker och var  förste konsertmästare där från 1976 till pensionen 2010. Han har varit solist med den egna orkestern och många andra symfoniorkestrar. Thorvaldsson invaldes som ledamot av Kungliga Musikaliska Akademien 1996.

## Diskografi
- 1991 – Orchestraland : A Presentation of the Symphony Orchestra ; Concert for Two Violins and Strings (Björn Hallman)
- 1993 – Sibelius encore! : Neeme Järvi Conducting the Gothenburg Symphony Orchestra (Jean Sibelius)
- 1994 – Incantatio (Anders Hultqvist)
- 1994 – The Two Symphonies ; The Two Piano Concertos and Other Orchestral Music (Wilhelm Stenhammar)
- 1995 – Sonater nr 1–5 för violin och piano ; Karaktärsstycken för violin och piano (Emil Sjögren)
- 1997 – Lindegren, Byström, Sjögren